# Стасишин Андрій Романович
Стасишин Андрій Романович — український хірург, доктор медичних наук, професор, завідувач кафедри загальної хірургії Львівського національного медичного університету імені Данила Галицького.
Біографія
У 2005 році закінчив медичний факультет «Лікувальна справа» Львівського державного медичного університету імені Данила Галицького з відзнакою, після чого навчався в магістратурі. З 2008 по 2012 рік — аспірант цього ж університету. У 2010 році захистив кандидатську дисертацію. У 2020 році захистив докторську дисертацію. У 2024 році призначений завідувачем кафедри загальної хірургії ЛНМУ ім. Данила Галицького.
Наукова діяльність
Автор понад 108 наукових і навчально-методичних публікацій, співавтор 3 навчальних посібників, монографії, 12 праць в іноземних виданнях, 3 патентів.

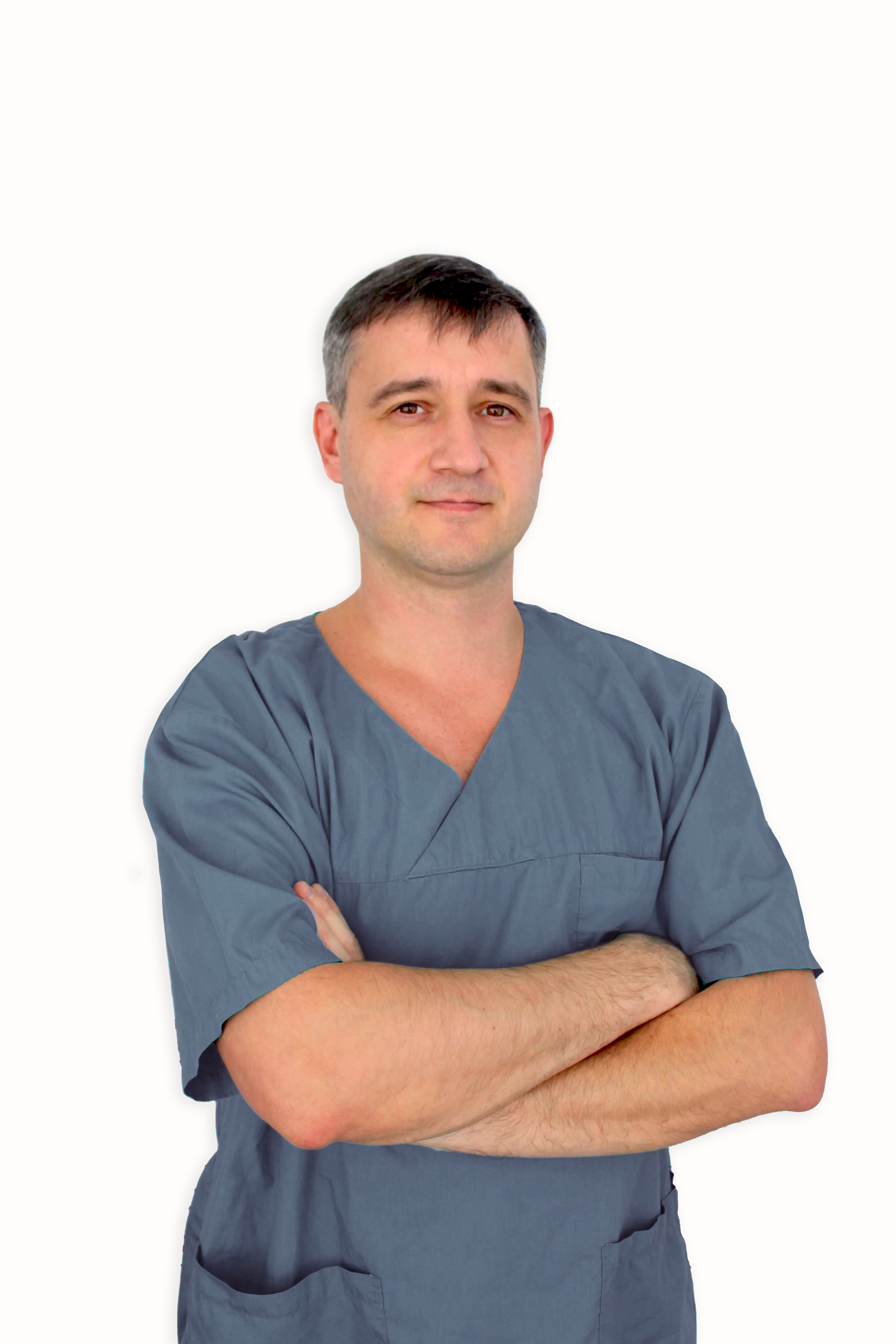
Стасишин Андрій Романович

У 2020 році у Львові виконав першу в Україні роботичну фундоплікацію за Ніссеном, а також першу операцію на системі da Vinci.
Вищі кваліфікаційні категорії за спеціальностями «Хірургія» і «Ендоскопія» та спеціалізація «Рентгенологія». Член Американської Асоціації роботичних хірургів. Член Європейської Асоціації ендоскопічних хірургів
Професійна діяльність
Голова правління ГО «Асоціація роботичних хірургів України». Член Асоціації хірургів та ендоскопістів Львівщини, Американської асоціації роботичних хірургів, Європейської асоціації ендоскопічних хірургів.
Стажування
2017 — Гарвардський університет, США
2021 — Люблінський медичний університет, Польща
2021 — Інститут IRCAD, Страсбург, Франція
2022 — Даллас, США
2023 — Варшава, Польща
2024 — Інститут раку та дослідницький центр, Нью-Делі, Індія
Участь у конференціях
Брав участь у міжнародних конференціях: 14th EAES Congress (Берлін, 2006), 11th ESS (Краків, 2007), 17th EAES Congress (Прага, 2009), UEGW (Відень, 2014), 48th World Congress of Surgery (Краків, 2019), 17th World Congress of Endoscopic Surgery (Барселона, 2021).
1. ↑  Стасишин Андрій Романович. Центр малоінвазивної хірургії TDCF. tdcf.lviv.ua. Процитовано 4 серпня 2025.
2. ↑  Кафедра загальної хірургії. ЛНМУ імені Данила Галицького. new.meduniv.lviv.ua. Процитовано 4 серпня 2025.
3. ↑  Львівські хірурги з Da Vinci врятували жінку з ахалазією. Українська правда. Життя. 25 липня 2024. Процитовано 4 серпня 2025.
4. ↑  Львівські хірурги з допомогою робота прооперували 69-річного мешканця Старосамбірщини. ZAXID.NET. 13 березня 2021. Процитовано 4 серпня 2025.
5. ↑  EAES | The European Association of Endoscopic Surgery. EAES (брит.). Процитовано 8 серпня 2025.